# İshak Doğan
İshak Doğan (* 9. August 1990 in Hagen) ist ein deutsch-türkischer Fußballspieler.

## Karriere

### Verein
Doğan kam als Sohn der türkischen Gastarbeiter Halil und Ayşe Dogan, die beide aus der zentralanatolischen Provinz Aksaray nach Deutschland kamen, in Hagen zur Welt. Er lebte im Hagener Vorort Quambusch und wurde hier vom Jugendtrainer Frank Phipps auf dem Bolzplatz vor seinem Haus entdeckt. Das außergewöhnliche Talent von İshak fiel dem Trainer sofort auf. Mit dem Vereinsfußball begann İshak beim SV Fortuna Hagen, bei dem Frank Phipps als Jugendtrainer arbeitete. 2002 wechselte die komplette Mannschaft mit Frank Phipps bis zur C-Jugend zu den Sportfreunde Geweke. Als SF Geweke schlug man in Turnieren unter anderem die Jugendmannschaften von Hannover 96 und Arminia Bielefeld und wurde bei Turnieren fast 30-mal Erster. Ab 2005 spielte Ishak vier Spielzeiten lang in den Jugendmannschaften der SG Wattenscheid 09.
2009 wechselte er dann zu Arminia Bielefeld II und spielte hier eineinhalb Jahre lang in der NRW-Liga. Zum Ende der Saison 2009/10 gelang ihm mit seiner Mannschaft der Aufstieg in die Fußball-Regionalliga. Hier spielte er eine Hinrunde und kam während dieser Zeit auf lediglich zwei Einsätze.
Zur Winterpause lag ihm ein Angebot vom türkischen Erstligisten MKE Ankaragücü vor. Doğan nahm das Angebot an und wechselte in die Türkei. Hier wurde er im Laufe der Spielzeit 2011/12 Stammspieler.
Obwohl zum Ende der Saison 2011/12 ein Wechsel Doğans zu Trabzonspor als sicher erachtet wurde, einigte sich Doğan mit dem Erstligisten Kardemir Karabükspor. Der Transfer zu Trabzonspor kam zwei Jahre später zustande, Doğan wechselte für eine Ablösesumme von 1,75 Millionen Euro an das Schwarze Meer. Für die Rückrunde der Saison 2015/16 lieh ihn Trabzonspor an den Ligarivalen Eskişehirspor aus.
Zur Saison 2016/17 kehrte er zu Kardemir Karabükspor zurück und zog zwei Spielzeiten später zum Drittligisten Samsunspor weiter.

### Nationalmannschaft
Doğan spielte 2012 einmal zweite Auswahl der türkischen Nationalmannschaft.
Im Rahmen des Turniers von Toulon 2012 wurde Doğan im Mai 2012 für die zweite Auswahl der türkischen Nationalmannschaft nominiert. Die türkische A2 nominierte hierfür Spieler, die jünger als 23 Jahre waren, um die Altersbedingungen für das Turnier zu erfüllen. Die Mannschaft schaffte es bis ins Finale und unterlag dort der Auswahl Mexikos. Doğan spielte während dieses Turniers bei zwei Begegnungen.
Nachdem er bei seinem Verein über mehrere Wochen zu überzeugen wusste, wurde er im November 2013 im Rahmen zweier Testspiele vom Nationaltrainer Fatih Terim zum ersten Mal in seiner Karriere in das Aufgebot der türkischen Nationalmannschaft nominiert. Er gab im Testspiel vom 15. November 2013 gegen die nordirische Nationalmannschaft sein Länderspieldebüt.

## Erfolge
Zweite Auswahl der Türkischen Nationalmannschaft
- Vizemeisterschaft im Turnier von Toulon: 2012